# Wiesław Kujda
Wiesław Wojciech Kujda (ur. 25 listopada 1955 w Warszawie) – polski wioślarz, trener, olimpijczyk z Moskwy 1980.
Zawodnik klubów Skry Warszawa (1970-1984), Aschaffenburg Rudern Club (1984-1985), Cincinnati Rowing Club (1985-1990), Stanford Rowing Club (1990-2000).
Wielokrotny medalista mistrzostw Polski:
- złoty
  - w jedynkach w latach 1978, 1980, 1981,
  - w czwórce ze sternikiem w roku 1977,
- srebrny
  - w dwójce w roku 1982,
  - w dwójce podwójnej w roku 1980,
- brązowy
  - w jedynkach w roku 1983,
  - w dwójce podwójnej w roku 1983,
  - W czwórce bez sternika w roku 1978,
  - w czwórce ze sternikiem w roku 1982.

Uczestnik mistrzostw świata w:
- Lucernie w 1974 roku w czwórce podwójnej (partnerami byli: Zdzisław Bromek, Kazimierz Lewandowski, Ryszard Drygas). Polska osada zajęła 7. miejsce,
- Nottingham w roku 1975 w czwórce podwójnej (partnerami byli: Zdzisław Bromek, Ryszard Drygas, Roman Kowalewski). Polacy zajęli 11. miejsce,
- Amsterdamie w roku 1977 w czwórce ze sternikiem (partnerami byli: Stanisław Humięcki, Grzegorz Nowak, Adam Tomasiak, Włodzimierz Chmielewski (sternik)). Polska osada zajęła 8. miejsce,
- Bled w roku 1979 w czwórce podwójnej (partnerami byli: Andrzej Bocianowski, Ryszard Burak, Andrzej Skowroński). Polacy zajęli 8. miejsce,
- Monachium w 1981 roku w dwójce podwójnej (partnerem był: Piotr Tobolski), która zajęła 5. miejsce.

Na igrzyskach olimpijskich w 1980 roku w Moskwie wystartował w dwójkach podwójnych (partnerem był:Piotr Tobolski) w których zajął 6. miejsce oraz w ósemkach (partnerami byli: Paweł Borkowski, Mirosław Kowalewski, Grzegorz Stellak, Adam Tomasiak, Grzegorz Nowak, Ryszard Stadniuk, Władysław Beszterda, Ryszard Kubiak (sternik)), gdzie zajął 9. miejsce.
W roku 1985 wyjechał do Stanów Zjednoczonych